# 1943 en Belgique
Chronologie de la Belgique
- 1939
- 1940
- 1941
- 1942
- 1943
- 1944
- 1945
- 1946
- 1947

Cette page recense des événements qui se sont produits durant l'année 1943 en Belgique.

## Chronologie

### Janvier 1943
- 13 janvier : une lettre pastorale du cardinal Van Roey condamne toute forme de terrorisme, qu'elle provienne de la résistance ou des milieux collaborationnistes[1].
- 15 janvier : les convois n°18 et 19 (1559 déportés juifs au total) quittent la Belgique en direction d'Auschwitz.

### Mars 1943
- 10 mars : une ordonnance allemande impose l'enlèvement de toutes les cloches des églises[1].
- 15 mars : une lettre pastorale condamne l'enlèvement des cloches par les Allemands[1].

### Avril 1943
- 5 avril : le bombardement allié de Mortsel fait un millier de victimes[2].
- 14 avril : le journaliste pro-allemand Paul Colin, directeur du Nouveau Journal et de Cassandre, est assassiné par la Résistance[3].
- 19 avril : le convoi n°20 quittant Malines à destination d'Auschwitz est arrêté par des membres de la Résistance belge[4] à hauteur de Boortmeerbeek. 231 déportés parviennent à s'enfuir ; 113 d'entre eux échappent à la mort.

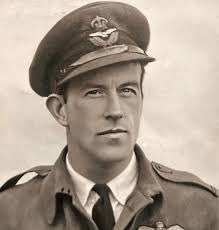
Le lieutenant Jean de Selys Longchamps (1912-1943).

- 20 avril : le pilote belge Jean de Selys Longchamps, lieutenant de la Royal Air Force, parvient à mitrailler le siège bruxellois de la Gestapo situé avenue Louise n° 453[1].
- 29 avril : August Balthazar (nl) est nommé ministre des Communications et des Travaux publics au sein du gouvernement en exil à Londres[5].

### Mai 1943
- 3 mai : August De Schryver est nommé ministre de l'Intérieur au sein du gouvernement en exil[5].

### Juin 1943
- 24 juin : le gouvernement belge à Londres nomme Charles d'Aspremont Lynden ministre de Belgique (chargé d'affaires) à Mexico[6].

### Juillet 1943
- 16 juillet : le recteur de l'université catholique de Louvain, Mgr Honoré Van Waeyenbergh, est condamné à dix-huit mois de prison pour avoir refusé de transmettre le nom de ses étudiants à l'occupant[2].
- 31 juillet : le convoi n°21 (1553 déportés juifs au total) quitte la Belgique en direction d'Auschwitz.

### Septembre 1943
- 7 septembre : plus de 1 200 bâtiments sont touchés par un bombardement aérien à Bruxelles[1].
- 20 septembre : les convois n° 22A et 22B (1425 déportés au total) quittent la Belgique en direction d'Auschwitz.

### Octobre 1943
- 17 octobre : le canal du Centre est complètement à sec à la suite d'un sabotage[1].

### Novembre 1943
- 9 novembre : parution du Faux Soir.

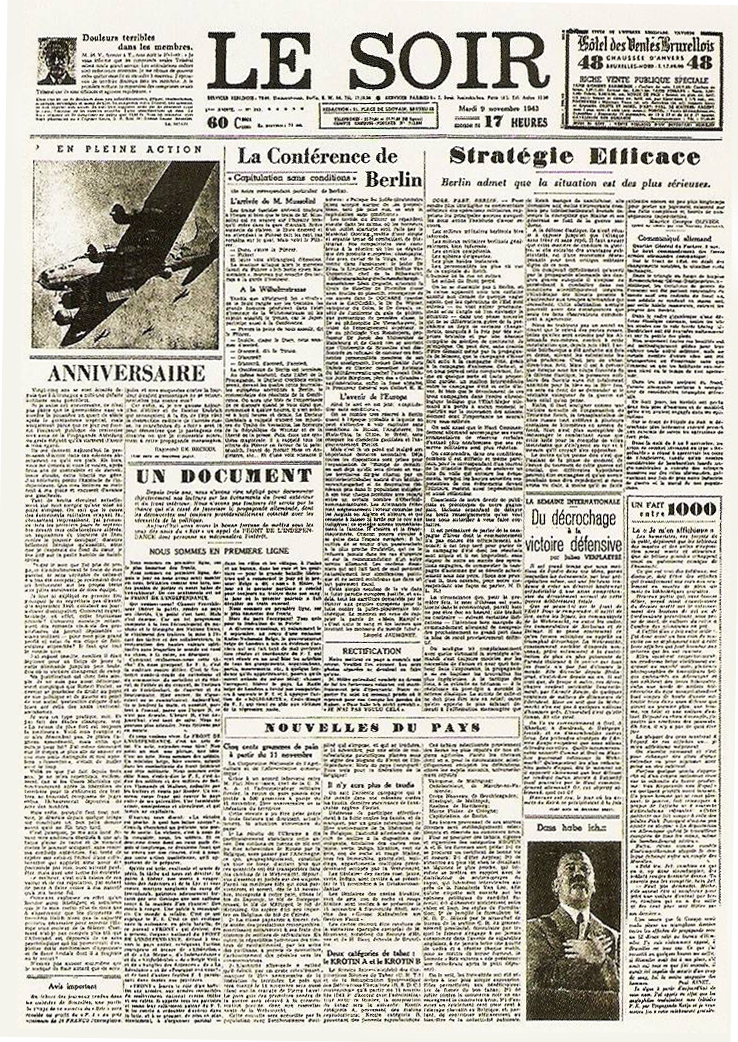
Une du Faux Soir (9 novembre 1943).

### Décembre 1943
- 3 décembre : un accident ferroviaire fait 24 morts et 63 blessés à Lisp, dans la province d'Anvers.
- 13 décembre : le convoi Z1 (132 déportés juifs et tsiganes au total) quitte la Belgique en direction de Buchenwald et Ravensbrück.

## Culture

### Bande dessinée
- Le Secret de La Licorne d'Hergé.

### Cinéma
- Wenn die Sonne wieder scheint, film belgo-allemand de Boleslaw Barlog, d'après le roman De vlaschaard (Le Champ de lin) de Stijn Streuvels.

### Littérature
- Les Dossiers de l'Agence O et Le Petit Docteur, recueils de nouvelles policières de Georges Simenon.

### Théâtre
- Claude Étienne fonde le Rideau de Bruxelles[7].

## Naissances
- 15 mars : Jean-Pol, auteur de bande dessinée.
- 1er mai : Odilon Polleunis, joueur de football.
- 4 mai : Alain Van der Biest, homme politique († 17 mars 2002).
- 2 juillet : Walter Godefroot, coureur cycliste.
- 27 juin : Eric Defoort, homme politique († 17 décembre 2016).
- 14 août : Herman Van Springel, coureur cycliste.
- 27 août : Marcel Neven, homme politique.
- 28 septembre : Marcel Colla, homme politique.
- 2 octobre : Paul Van Himst, joueur et entraîneur de football.
- 29 novembre : Gilles Brenta, peintre.
- 21 décembre : Aimé Anthuenis, joueur et entraîneur de football.

## Décès
- 2 janvier : Franz Courtens, peintre (° 4 février 1854).
- 15 mars : Jacques Storck, résistant (° 7 septembre 1921), fusillé par les Allemands.
- 14 avril : Paul Colin, journaliste pro-allemand assassiné par la Résistance (voir ci-dessous).
- 20 avril : Victor Thonet, résistant (° 1914), fusillé au Tir national.
- 10 mai : trois résistants exécutés par pendaison au fort de Breendonk pour le meurtre du journaliste pro-allemand Paul Colin :
  - André Bertulot (° 23 décembre 1920).
  - Arnaud Fraiteur (° 23 mai 1924).
  - Maurice Raskin (° 8 avril 1906).
- 31 mai : Paul Henry de La Lindi, aviateur et résistant (° 19 février 1906), fusillé à la citadelle de Liège.
- 20 juin : Eugène Niquet, résistant (° 20 février 1877), mort à Siegburg (Allemagne).
- 1er juillet : Joseph Péters, prêtre catholique et résistant (° 12 juin 1894), guillotiné à Berlin.
- 7 septembre : Jean Greindl, résistant (° 10 avril 1905), mort dans un bombardement allié.
- 16 août : Jean de Selys Longchamps, pilote de la Royal Air Force (° 31 mai 1912), mort dans un accident aérien sur la base RAF Manston (Royaume-Uni).
- 8 octobre : Gustave De Smet, peintre (° 21 janvier 1877).
- 4 décembre : Firmin Baes, peintre (° 19 avril 1874).